# NGC 249
 NGC 249 là một tinh vân phát xạ trong chòm sao Đỗ Quyên. Nó được phát hiện vào năm 1826 bởi nhà thiên văn học James Dunlop.